# Alan el Negre
Alan el Negre o Alan de Bretanya, Alan, comte de Bretanya i a vegades Alan de Penthièvre o Alan III el Negre (en llatí : Alan Niger) (vers 1100 – 15 de setembre de 1146), earl de Richmond (sovint designat com a comte de Richmond) (1135/38-1146) i comte de Cornualla (Cornwall) (1140-1141) a Anglaterra, i senyor de Tréguier (o de Guingamp) a Bretanya, fou un important baró anglo-bretó del regnat d'Esteve d'Anglaterra (1135-1154).

## Biografia

### Parentes i inicis de la seva carrera
Era el fill menor d'Esteve I de Penthièvre († 1135-1136 o 1138), comte de Penthièvre, i d'Havoisa de Guingamp. Es va casar amb Berta de Bretanya, filla i hereva del duc Conan III de Bretanya i de Matilde de Normandia. A la mort del seu pare, va heretar les seves terres angleses (que provenien dels germans del seu pare), mentre que la propietat de la família, el comtat de Penthièvre, es va dividir en dues parts iguals entre el fill gran Geoffroy II de Penthièvre i el jove Enric I de Penthièvre. Aquesta divisió va ser probablement acordada força abans, ja que Alan actuava com a senyor de Richmond des de 1123.

### A Anglaterra
Sovint es fa referència a ell com "Comte de Richmond" (Earl of Richmond), encara que no hi ha evidència de la seva creació com a tal. Sembla que la seva creació fou implícita, i va tenir els mateixos poders al Richmondshire que els altres comtes
A la guerra civil per la corona d'Anglaterra, va servir al rei Esteve d'Anglaterra contra Matilde l'Emperadriu. Vers 1140 va entrar en conflicte amb el seu veí Guillem el Gros, comte de Richmond, entre altres qüestions pel control de les possessions de Gilbert de Gant, el seu cosí germà, durant la minoria d'edat.
El mareix 1140, el rei el va enviar a Cornwall (Cornualla) per dirigir una contraofensiva contra Reginald de Dunstanville, el comte de Cornualla. Aquest últim estava duent a terme una campanya contra els barons locals hostils a la seva mitja germana Matilde. Alan va trobar un cert suport. Va aconseguir aïllar al seu adversari, que ja no controlava més que un territori limitat a un sol castell (probablement el de Launceston). Alan va ser capaç de mantenir la seva posició com a comte de Cornualla, i fins i tot va reunir un tribunal a Bodmin.
A finals de 1140, Alan va ocupar en nom del rei el castell de Galclint (generalment identificat com Castell de Belvoir) a Ranulf de Gernon, que poc abans l'havia adquirit expulsant a Guillem de Aubigny, senyor de Belvoir.
En 1140, després de la presa del poder pel rei de la ciutat i el castell de Lincoln al comte de Chester Ranulf de Gernon, es va preparar una gran batalla. El rei va ordenar atacs contra els castells Ranulf a la regió. Alan el negre va atacar Belvoir, que el comte havia adquirit recentment. També va prendre els castells de Ripon i Howden, on va trobar deixar de guarnició a tropes lleials al rei. Després es va unir al rei a Lincoln, amb tropes procedents de Yorkshire, que va mobilitzar amb l'ajuda de Guillem el Gros comte de York.
El 2 de febrer de 1141, va participar en la batalla de Lincoln en el qual el rei fou capturat. D'acord amb Joan de Hexham, va fugir abans que comencés la batalla. Hi ha dues versions diferents del que va fer en els dies següents a la batalla. Per la Gesta Stephani, va tractar de capturar al comte de Chester en una emboscada, però ell mateix fou capturat i empresonat. Va haver de rendir la fortalesa de Galclint i fer homenatge a Ranulf Gernon. Segons Juan de Hexham, fou capturat en una trampa pel comte de Chester quan es va presentar davant de Galclint on se l'havia cridat per parlamentar. Aquests esdeveniments permeteren a Reginald de Dunstanville recuperar el control de Cornualla.
El seu conflicte amb el comte de York es va reprendre el 1142, i Esteve va haver d'anar al Yorkshire per evitar una guerra oberta entre els dos barons, que eren dels seus partidaris destacats. El 1143, va ajudar a William Cumin, usurpador del bisbat de Durham en la defensa de la ciutat contra les forces del legítim bisbe Guillem de Sainte-Barbe.
No tenia reputació d'amic de l'Església, tot i que sembla haver canviat al final de la seva carrera. Per H.A. Crone, els seus seguidors jugaren un paper important en l'arrest del bisbe Roger de Salisbury i els seus nebots el 1139. Cap al final de l'any 1140, va estar involucrat en la destrucció de propietats de l'Església pertanyents a l'arquebisbe de York. En 1144 va damnar l'església de Rippon.
El 1143 va estar en conflicte amb el comte de York i Ranulf Gernon per la custòdia dels dominis d'Adam II de Brus (futura casa dels Bruce) durant la seva minoria d'edat.

### A Bretanya
A Bretanya, sembla que Alan s'havia apoderat de la regió de Trégor (Tréguier o Bro Dreger) senyoriu independent (conegut com a comtat de Guingamp) que originalment va pertànyer al seu germà Enric I de Penthièvre quan es va procedir a la divisió en dues parts iguals del domini de Penthièvre feta pel seu pare, Esteven I de Penthièvre. La major part es coneix com el comtat de Penthièvre (o comtat de Lamballe, per la senyoria de Lamballe). Enric sembla que fou convençut de donar-li i no casar-se. Cal destacar que, en 1145, Alan apareix confirmant una donació feta pel seu pare a l'abadia de Guingamp, el que demostra que ell era el senyor d'aquest domini.

### Final de la seva vida
Quan va morir en 1146, el seu fill, Conan, era un menor d'edat. El seu dret a l'honor de Richmond només fou reconegut vers 1153-1154. Va morir a Bretanya i va ser enterrat a l'abadia de Notre-Dame de Bégard

### Família i descendents
Casat amb Berta de Bretanya, futura duquessa de Bretanya, van tenir a:
- Conan IV el Petit o Conan IV de Bretanya († 1171), duc de Bretanya.
- Constància o Constança de Bretanya († 1195), esposa del vescomte Alan III de Rohan
- Enoguen de Penthièvre († 1187), tercera abadessa de l'abadia de Saint-Sulpice de Rennes El 1171.

En 1148, la seva vídua es va tornar a casar amb Eudes de Porhoet, vescomte de Porhoet.